# 豊田行二
豊田 行二（とよだ こうじ、1936年5月11日 - 1996年11月7日）は、日本の作家。
日本文芸家クラブ初代理事長。本名は渡辺修造。

## 来歴
山口県下関市生まれ。山口県立下関西高等学校、早稲田大学教育学部卒業。早稲田大学大学院経済学研究科財政学専攻修士課程修了。郷里で「防長新聞」の記者、代議士秘書を経て、1968年「示談書」でオール読物新人賞受賞、同作で直木賞候補となる。上京後、『週刊大衆』のライターを務める。ゴーストライターとして糸山英太郎の「怪物商法」「太陽への挑戦」を書く。1984年『作家前後』で日本文芸大賞現代文芸賞受賞。
のち「ラブ―」と始まる題名の官能小説を多量に執筆、多くは「野望」のついた題名に改められ、野望シリーズの観を呈した。野望シリーズはオフィス・ラブをテーマにしたものが多い。男性器を指す「欲棒」という表現の生みの親とされる。
1993年には長者番付作家の部で9位に入っている。

## 著書
- 『青春国会劇場 早稲田雄弁会が生んだ7人のサムライ』文化総合出版 1972
- 『消えた三億円』三一書房 1972 のち広済堂文庫
- 『怪物大統領』ベストセラーズ 1973 のち春陽文庫
- 『小説金脈列島』青樹社 1975
- 『獣、舞うとき』ゆまにて 1975 「野獣の男」春陽文庫、「野望一発勝負」青樹社文庫
- 『45日の命といわれた男』日新報道 1975
- 『名古屋の商法 不況知らずのプラスアルファーの発想』日新報道 1976
- 『汚泥金脈』双葉新書 1976 のち光文社文庫
- 『政界参謀』青樹社(Big books) 1976　「小説金権参謀」春陽文庫
- 『政界の顔役』青樹社 1976
- 『スイス銀行日本支店』書下し長編推理 青樹社 1977.4 のち広済堂文庫
- 『ひび割れた神話』青樹社 1977.8 のち広済堂文庫、「野望の金脈」ケイブンシャ文庫
- 『野望』青樹社 1977.11 のち春陽文庫
- 『小説企業戦争』青樹社 1978.2 「小説企業参謀」春陽文庫
- 『参謀たちの夜』青樹社 1978.7 「小説選挙参謀」春陽文庫、光文社文庫
- 『犯罪列島三〇〇〇キロ』青樹社 1978.12 のち春陽文庫、「野望列島」天山文庫
- 『真珠湾の組長』青樹社 1979.5
- 『ラブ・オンライン』青樹社 1979.7 「野望銀行」光文社文庫、青樹社文庫
- 『背面の敵』ダイヤモンド社 1979.11 「敵また敵」春陽文庫、「華麗なる航跡」角川文庫
- 『ピンクのタイツ』日本文華社 1979.11 「ピンクのレオタード」ケイブンシャ文庫
- 『華麗なる野望』青樹社 1980.1 のち角川文庫、青樹社文庫、徳間文庫
- 『浮気は大胆に 好色な時代』日本文華社(文華新書・小説選集)1980　 のちケイブンシャ文庫
- 『帝王の挫折』青樹社 1980.4 のち春陽文庫、広済堂文庫
- 『サファリの誘拐者』光文社 1980.7 のち春陽文庫
- 『女体の賭け 女総会屋・真紀』日本文華社・新書 1980.8 のち春陽文庫、「野望をくだけ」ケイブンシャ文庫、原題で角川文庫
- 『ラブ・ブランド』青樹社 1980.8 「野望商戦」文庫
- 『ラブ・ハント』青樹社、1980 「野望商戦」光文社文庫
- 『団地妻競艶』グリーンアローブックス 1980.9
- 『池田大作の野望』日新報道 1980.9
- 『悪党社員』グリーンアローブックス 1980.11 のち春陽文庫
- 『オイル・ギャンブラー』青樹社 1980.12 のち双葉文庫、「プレイボーイギャンブラー」角川文庫
- 『燃える中東』日本文華社(文華新書・小説選集) 1980
- 『背徳の花芯』グリーンアローブックス 1981.6
- 『サムライ軍団』青樹社 1981.7 のち春陽文庫
- 『ラブ・ホスピタル』青樹社 1981.12 のち角川文庫、青樹社文庫、「野望院長室」光文社文庫
- 『復讐は血で裁け』日本文華社(文華新書・小説選集) 1981　のち広済堂文庫
- 『部下の婚約者』グリーンアローブックス 1982.1 のちフランス書院文庫
- 『ラブプレイ』グリーンアローブックス 1982.4 「野望の楽園」徳間文庫
- 『人妻心身症 情事のカルテ』グリーンアローブックス 1982.8
- 『ラブ・カンパニー』青樹社 1982.11 のち角川文庫、「野望証券マン」青樹社文庫
- 『復讐は熱き殺意』日本文華社 1982.2 (文華新書・小説選集) のち広済堂文庫
- 『復讐は女の叫び』日本文華社 1982.7 (文華新書・小説選集) のち広済堂文庫
- 『ラブ・エージェント』青樹社 1982.8
- 『作家前後』大陸書房(現代随筆シリーズ) 1982
- 『勝つのは俺だ ビジネスマン十戒』大陸書房 1982.7 のち春陽文庫
- 『ザ・スワップ』グリーンアローノベルス 1983.3 のちケイブンシャ文庫、「ラブ・チャレンジ」広済堂文庫
- 『小説示談書』春陽文庫 1983.10
- 『情事を盗む』実業之日本社(Joy novels) 1983　のち光文社文庫、「野望風雲児」改題
- 『処女の十字架』日本文華社・新書 1983.11 のち広済堂文庫、双葉文庫、「野望のブロンド」徳間文庫
- 『自由の女神を犯せ』日本文華社(文華新書・小説選集)1983 のち広済堂文庫
- 『海部俊樹・全人像』行政問題研究所出版局 1983.11
- 『ニッポン献金部長』大陸書房 1983.7 のち春陽文庫、「政界献金部長」光文社文庫
- 『ラブ・マネーゲーム』青樹社 1983.7 のち角川文庫、「野望大逆転」青樹社文庫、原題で徳間文庫
- 『砂上の錬金術』グリーンアローノベルス 1984.3 「灼熱の野望」角川文庫
- 『逃亡の履歴書』春陽文庫 1984.7 「野望の誘惑」天山ノベルス のち徳間文庫
- 『妖精たちの乱舞』グリーンアローノベルス 1984.9 のちケイブンシャ文庫
- 『昏き闇の処刑人』広済堂出版 1984.11 のち文庫、「野望の処刑人」ケイブンシャ文庫
- 『めす犬狩り』実業之日本社(Joy novels) 1984　のちケイブンシャ文庫
- 『ガラスの野望』青樹社 1984.1 「ラブ・スキャンダル」ケイブンシャ文庫、「野望歌手」光文社文庫
- 『闇将軍暗殺計画』光風社ノベルス 1984.7 「闇将軍の野望」文庫
- 『豚に食わせろ ラーメン太閤記 セミドキュメント企業小説』青樹社 1984.9 「餓狼の城」ケイブンシャ文庫、原題で角川文庫
- 『金髪女を処刑せよ』日本文華社(文華新書・小説選集) 1984　のち天山文庫
- 『人間政治家・渡部恒三』徳間書店 1984.10
- 『青い太陽』グリーンアローノベルス 1985.5 「小説議員秘書」光文社文庫
- 『ラブ・コレクター』グリーンアローノベルス 1985.12 のち双葉文庫、広済堂文庫
- 『天下を狙う!早稲田雄弁会 ワセダから総理を!悲願に賭ける出身議員』実業之日本社・新書 1985.12
- 『野望街道』サンケイノベルス 1985.12
- 『乳房の饗宴』実業之日本社 1985.4 のちフランス書院文庫
- 『魔性の女たち』実業之日本社(Joy novels) 1985　のち双葉文庫、「魔性の罠」ケイブンシャ文庫
- 『銀色に蝶が舞う 華麗なる階段』茜・青樹社 1985.5 「野望の階段」天山ノベルス
- 『出世の美学』講談社 1985.9 「係長の（秘）趣味」双葉文庫
- 『征服欲望 愛欲小説』実業之日本社 1985.9
- 『人妻アバンチュール 濃密官能エロス』グリーンアローノベルス 1986.4 のちケイブンシャ文庫
- 『人妻の甘き匂い』グリーンアローノベルス 1986.6
- 『不倫の柔肌』グリーンアローノベルス 1986.12 のちケイブンシャ文庫
- 『女の欲望』茜新社 1986.5 「野望の蝶」光文社文庫
- 『人妻フレンド』ケイブンシャ文庫 1986.6 「ラブ・フレンド」角川文庫、「華麗なる誘惑」日文文庫
- 『人妻狩り』実業之日本社 1986.1 のち光文社文庫
- 『背徳の花芯』フランス書院文庫 1986.3
- 『原子炉爆発 パニック・イン・ジャパン 時局小説集』青樹社(Big books)1986
- 『人妻遊戯』実業之日本社(Joy novels)1986 のち広済堂文庫
- 『恋の代理人』光文社(CR文庫)1986 「野望戦士」光文社文庫、ケイブンシャ文庫
- 『OL狩り』実業之日本社 1986.8 のち光文社文庫
- 『出世の女学』東都ノベルス 1986.9 「課長の（秘）趣味」双葉文庫、「秘書課長野望の階段」ケイブンシャ文庫、「野望秘書課長」光文社文庫
- 『第一秘書の野望』サンケイノベルス 1986.10
- 『野獣標的 国際詐欺団壊滅作戦』青樹社(Big books) 1986　のち双葉文庫
- 『アイドル狩り』実業之日本社 1986.12 「ラブ・アイドル」天山文庫、「華麗なる醜聞」日文文庫（偶然だが佐野洋の作品にも改題後のそれと同一のものがある）
- 『愛人・鋭子』フランス書院文庫 1986.11
- 『浮気のすすめ』茜新社 1986.10 「ラブ・カルチャー」天山文庫、「不倫あそび」コスモノベルス
- 『しつこいの』グリーンアローノベルス 1987.9
- 『快感ハンター』桃園文庫 1987.1
- 『一匹狼の唄』青樹社(Big books) 1987　のち角川文庫、青樹社文庫、徳間文庫
- 『OL・人妻競艶』フランス書院文庫 1987.4
- 『人妻教習生』実業之日本社 1987.8 のち光文社文庫
- 『富尾という名の女 銀座女傑物語』広済堂出版 1987.9 「欲望の遍歴」改題、「野望の賭け」広済堂文庫
- 『人妻開眼』実業之日本社(Joy novels) 1987　「人妻の微笑み」光文社文庫
- 『任侠海流 小説・籠寅組』青樹社(Big books)1987 「野望海流」祥伝社
- 『ひかり10号殺人事件』双葉ノベルス 1987.11 「不倫は死の匂い」文庫
- 『ラブ・ハンター』グリーンアローノベルス 1988.5 のちケイブンシャ文庫
- 『大いなる野望』青樹社(Big books)1988 「野望街道 挑戦編」祥伝社
- 『天使狩り』天山文庫 1988.10 「野望の寝室」飛天文庫
- 『ベッドの中で読む韓国 韓国見たまま触れたまま』勁文社ブックス 1988.10
- 『女体列島フルコース』桃園新書 1988.1 のち文庫、「媚色の狩人」ケイブンシャ文庫
- 『人妻の放課後』実業之日本社 1988.2
- 『不倫大好き』光風社出版 1988.2 のち文庫
- 『肉狩り連続』ベストセラーズ 1988.5 「女体鑑定士」角川文庫
- 『ラブ・プロフェッサー』扶桑社 1988.5 「野望街道 奔放編」祥伝社、「野望教授」光文社文庫
- 『部長の(秘)趣味』双葉ノベルス 1988.1 のち文庫
- 『ラブ・セールスレディ』青樹社(Big books)　1988　「野望契約」光文社文庫、青樹社文庫
- 『ラブ・コンビニエンス』ケイブンシャノベルス、1988 のち文庫、「野望の密戯」広済堂文庫、原題で徳間文庫
- 『金髪処女を犯せ』天山ノベルス 1988.5 「ラブ・ブロンド」天山文庫、「野望標的」光文社文庫
- 『政界東京夫人』光文社文庫 1988.9
- 『いけない誘惑』桃園新書 1988.10 のち文庫、光文社文庫、「華麗なる背徳」日文文庫
- 『令嬢狩り』実業之日本社 1988.9 のち光文社文庫
- 『人妻めぐり』実業之日本社 1988.12 のち光文社文庫、徳間文庫
- 『野望最前線』双葉ノベルス 1988.11 のち文庫、「野望重役室」光文社文庫
- 『大胆不敵』青樹社(Big books) 1988　「野望課長」光文社文庫、青樹社文庫、原題で広済堂文庫
- 『はぐれハンター』茜新社 1988.9 「妖精めぐり」光文社文庫
- 『女体ワールドフォーカス』桃園新書 1989.1 のち文庫
- 『美少女狩り』天山文庫 1989.1 「美少女の蜜戯」飛天文庫
- 『ベッドに誘って』グリーンアローノベルス 1989.3 のちケイブンシャ文庫
- 『熟女狩り』実業之日本社 1989.4 「麗女狩り」光文社文庫
- 『妖精狩り』天山文庫 1989.4 「野望の女神」飛天文庫
- 『野望代議士』祥伝社 (Non novel)1989
- 『秘書室の殺人』講談社ノベルス 1989.6 のち文庫
- 『危ないラブゲーム』桃園書房 1989.8 のち文庫、「華麗なる遊戯」日文文庫
- 『淑女狩り』実業之日本社 1989.7 「美女あそび」光文社文庫
- 『駈ける野望』広済堂出版（blue books)1989 のち文庫
- 『野望の罠』祥伝社 (Non novel)1989「野望の醜聞」改題
- 『幻夢狩り』天山文庫 1989.5
- 『ラブ・アバンチュール』天山文庫 1989.7
- 『関門海峡殺人事件』双葉ノベルス 1989.8 のち文庫
- 『危険な匂い』勁文社ノベルス 1989.10 のち文庫
- 『テレクラ遊び シティ・エロチカ』実業之日本社(Joy novels) 1989　「天使めぐり」光文社文庫
- 『野望の宴 ラブ・カーニバル』天山ノベルス 1989.10 のち飛天文庫
- 『女難狩り』実業之日本社 1989.11 「遊び妻」光文社文庫、双葉文庫
- 『野望のプロジェクト』勁文社ノベルス 1989.4 のち文庫、広済堂文庫、「野望の裸身」徳間文庫
- 『ハーフアダルト』双葉ノベルス 1989.4 のち文庫
- 『人の妻』光文社文庫 1989.11
- 『ラブ・スィート』天山文庫 1989.11 「華麗なる輪舞」日文文庫
- 『一発必中』青樹社(Big books) 1989「野望新幹線」祥伝社
- 『議員秘書の獲物』実業之日本社 1990.6 「議員秘書の野望」角川文庫
- 『十六歳の未亡人 ラブ・エロチカ銀座女体口座』桃園新書 1990.8 のち文庫、「華麗なる天使」日文文庫
- 『サファリの誘拐者』光文社文庫 1990.6 のち徳間文庫
- 『出世のパスポート』青樹社(Big books) 1990　のち角川文庫、光文社文庫
- 『ラブ・エアライン』角川文庫 1990.9 のち青樹社文庫、「野望エアライン」光文社文庫、「野望空港」光文社文庫
- 『アフター5のレディたち』広済堂出版（blue books)1990　 のち文庫、双葉文庫
- 『不倫遊戯』グリーンアローブックス 1990.4 「不倫のラブゲーム」ケイブンシャ文庫
- 『俺流・女のやり方 官能体験告白』実業之日本社 1990.3
- 『羊の野望』扶桑社、1990 「野望社長室」光文社文庫
- 『野望社員』青樹社(Big books)1990 「野望後継者」光文社文庫、青樹社文庫
- 『ラブ・アフェア』グリーンアローブックス 1990.8 「魔性妻」光文社文庫
- 『悦楽狩り』実業之日本社 1990.12 「人魚あそび」光文社文庫
- 『浮気なエイリアン 官能ラブハンター』桃園新書 1990.11 のち文庫
- 『早熟の天使』双葉ノベルス 1990.12 のち文庫、徳間文庫、光文社文庫
- 『ラブ・シンデレラ 絶頂快感志願』広済堂文庫 1990.8
- 『女難妻難』青樹社(Big books)1990 「野望一直線」文庫、ケイブンシャ文庫
- 『天下を狙う男たち』茜新社 1990.7
- 『野望の調教 ラブ・レッスン』天山ノベルス 1990.12 のち飛天文庫、徳間文庫、ケイブンシャ文庫
- 『一夜妻』光文社文庫 1991.9 のち双葉文庫
- 『夜の帝王』扶桑社、1991 「人妻志願」光文社文庫
- 『独身課長は女体グルメ』桃園新書 1991.11 のち文庫
- 『小説社長秘書』光文社文庫 1991.10 のち双葉文庫
- 『神秘な花園』グリーンアローブックス 1991.7
- 『ラブ・ターゲット』天山文庫 1991.7
- 『舞台峠・殺人慕情』双葉ノベルス 1991.12 のち文庫
- 『部長の現地妻』広済堂出版 1991.4 「ラブ・ゲーム」文庫
- 『愛と野望の神々』大陸書房 1991.2 「ラブ・オフィス」角川文庫
- 『人妻の試運転』実業之日本社 1991.4 「人妻試運転」光文社文庫
- 『野望の館』角川ノベルズ 1991.3 のち光文社文庫
- 『野望の饗宴』実業之日本社(Joy novels)1991
- 『野望の秘書室』青樹社(Big books)1991 「野望秘書」光文社文庫、青樹社文庫
- 『野望崩壊 ラブ・カウントダウン』天山文庫 1992.1
- 『殺意のベッド』ケイブンシャ文庫 1992
- 『小説金満代議士』光文社文庫 1992
- 『聖女狩り』大陸書房 1992.6
- 『完熟天女』青樹社(Big books)1992 「完熟妻」光文社文庫、徳間文庫
- 『野望の盟約』祥伝社(Non novel)1992
- 『人妻作戦』実業之日本社 1992.5 「野望セールスマン」角川文庫
- 『バルセロナのマリア』実業之日本社(Joy novels)1992 「ラブ・ツーリスト」角川文庫
- 『出世のためのあそび恋』青樹社(Big books)1992 「野望勝利者」光文社文庫、青樹社文庫、原題で広済堂文庫
- 『野望の微笑』天山ノベルス 1992.2
- 『野望のネットワーク』勁文社ノベルス 1992.9 のち文庫、青樹社文庫、徳間文庫
- 『処女狩り教室』光風社、1992 「野望の教室」文庫
- 『おとこの媚薬』1－2 青樹社(Big books)1992 のち徳間文庫
- 『半熟天使』青樹社(Big books)1992 「半熟妻」光文社文庫
- 『火と水の誘惑』青樹社(Big books)1992 のち角川文庫、ケイブンシャ文庫
- 『野望の金バッジ』青樹社(Big books)1993 「野望候補者」光文社文庫、広済堂文庫
- 『試食盛り』実業之日本社 1993.1 「野望の指定席」祥伝社ノン・ポシェット
- 『野望戦略』光文社文庫 1993.1
- 『美女くずし』トクマ・ノベルズ 1993.2 のち双葉文庫
- 『乱れ妻』光文社文庫 1993.9
- 『若妻舞衣子の秘密』講談社ノベルス 1993.10 のち文庫 「華麗なる若妻」日文文庫
- 『淑女の戯れ』桃園新書 1993.6 のち文庫
- 『危険な美少女』祥伝社(ノン・ポシェット)1994
- 『人妻診断』光文社文庫 1994.9
- 『野望の女キャスター』青樹社(Big books)1994 「野望放送局」光文社文庫
- 『惑溺妻』双葉ノベルス 1994.11 のち文庫、「野望人妻めぐり」徳間文庫
- 『美少女の艶夢』飛天文庫 1995.1
- 『野望取締役』光文社文庫 1995.6 のち広済堂文庫
- 『処女狩り』実業之日本社 1995.4 「野望総務部長」徳間文庫
- 『人妻あそび』光文社文庫 1996.7
- 『艶あそび』光文社文庫 1996.9
- 『不倫妻』光文社文庫 1997.3
- 『社内妻』山口香加筆 徳間文庫 1997.9
- 『野望のラブハンター』逸沢雅美加筆 実業之日本社(Joy novels)1998
- 『愛人契約』山口香加筆 勁文社ノベルス 1998.6 のち文庫
- 『行きずりの女』光文社文庫 1999.4
- 『ラブ・フォーカス』ケイブンシャ文庫 2000.10

### 翻訳
- A.ホルバート『それでも私は日本人になりたい ユダヤの目がとらえたニッポン』日新報道 1976

## 出演番組
- 男のワイド（文化放送）

## メディア・ミックス

### テレビドラマ
テレビ朝日系
- 土曜ワイド劇場 実年素人探偵とおんな秘書の名推理（主演：愛川欽也）